# TruTV
truTV ist ein US-amerikanischer Fernsehsender im Besitz von Turner Broadcasting System.
Er ging am 1. Juli 1991 unter dem Namen Court TV auf Sendung. Am 1. Januar 2008 wurde er in truTV umbenannt.
2015 konnte truTV von 89,7 Millionen US-amerikanischen Haushalten empfangen werden. Dies entspricht 77 % aller dortigen Haushalte mit Fernseher.